# Hironori Nagamine
Hironori Nagamine (長峯 宏範 Nagamine Hironori?), född 12 maj 1973 i Miyazaki prefektur, är en japansk tidigare fotbollsspelare.
Nagamine började sin karriär 1996 i Kyoto Purple Sanga. Han avslutade karriären 1996.